# Bercy Village
Pour les articles homonymes, voir Bercy.

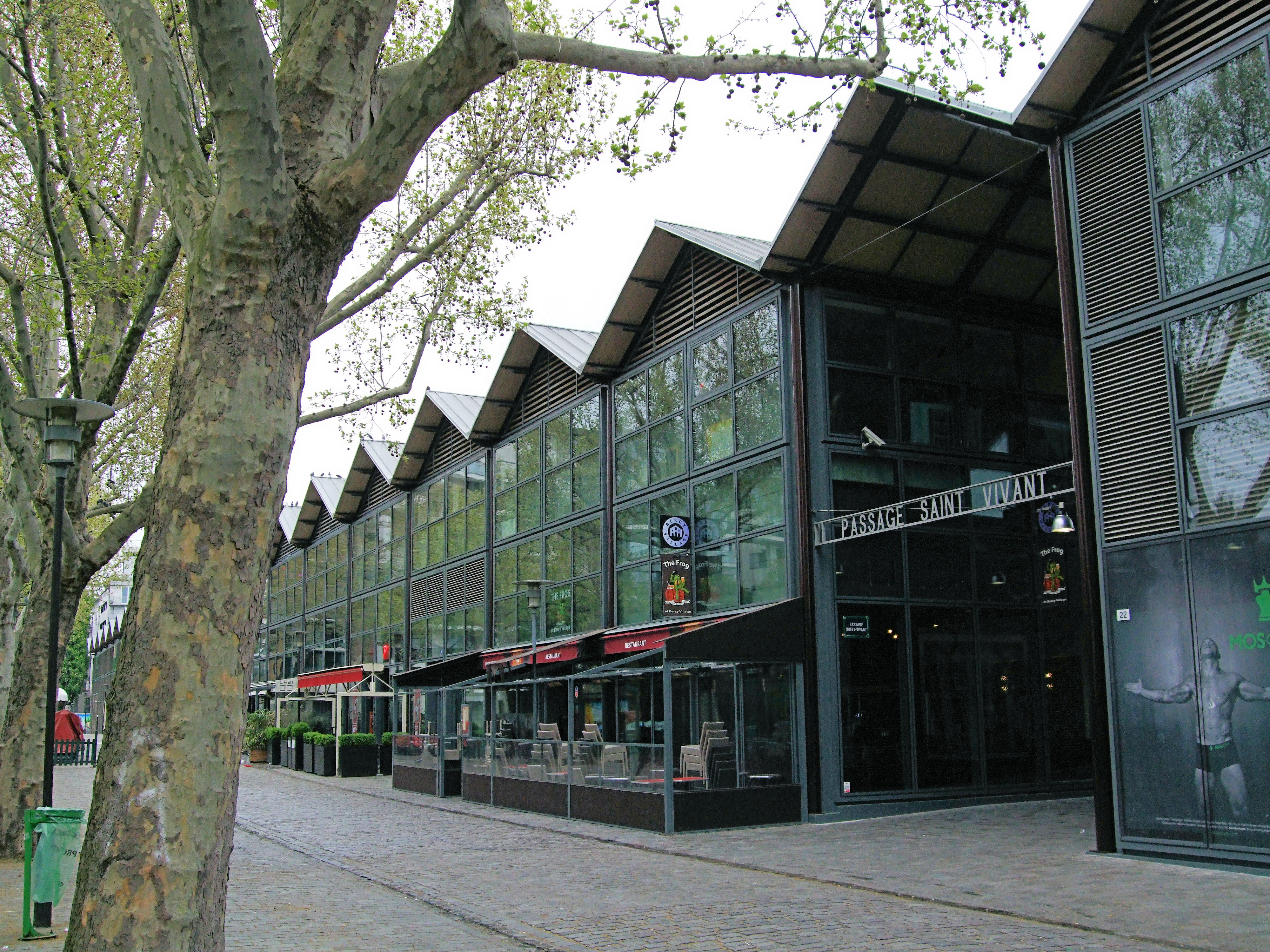
Le passage Saint-Vivant, vu depuis la Rue François-Truffaut.

Bercy Village est un centre commercial et de loisirs basé dans le 12e arrondissement de Paris, inauguré en mai 2000 et ouvert au public en 2002. Il est géré par Altarea Cogedim.

## Histoire
Celui-ci été construit sur le lieu des anciens chais et entrepôts de Bercy, inscrits aux monuments historiques en 1986. Le lieu était une place importante du marché et de la logistique du vin au XIXe siècle et au début du XXe siècle. 
Le quartier de Bercy fut développé à la fin du XXe siècle avec l'ouverture de Palais omnisports de Paris-Bercy (POBP) en 1984 et la création du nouveau bâtiment du ministère des Finances.
Bercy Village fut achevé en 2001 et comporte désormais une trentaine de magasins et restaurants. Un complexe UGC y est également présent, l'UGC Ciné Cité Bercy.
Il est desservi par la ligne 14 à la station de métro Cour Saint-Émilion.

## Plaintes des riverains
En 2001, une association de riverains, Bercy Bien, a contesté la validité du permis de construire accordé par la Ville de Paris en 2000 au motif qu'il n'était pas conforme au projet initial de 1992, qui prévoyait l'installation de petits commerces de proximité (vêtements, décoration) et des parkings souterrains. En plus de l'absence de parkings souterrains a été implanté un complexe restaurant-discothèque-boutiques, le Club Med World. Une partie du permis de construire a alors été annulée à l'automne 2001, annulation confirmée par le Conseil d'État en 2005. Le promoteur a obtenu en juin 2008 un nouveau permis de construire modificatif.
En été 2009, quatre commerces brûlent et, en octobre, le Club Med World — avec un bilan financier global négatif — ferme ses portes.
Le permis de construire modificatif de juillet 2008 a été annulé par le tribunal administratif le 2 décembre 2010 au motif que la démolition d'une terrasse pavée en granit s'est faite sans permis de démolir. Le 30 décembre 2011, la Cour administrative d'appel de Paris a annulé le jugement du 2 décembre 2010.